# Scopula adulteraria
Scopula adulteraria là một loài bướm đêm trong họ Geometridae.